# BLRT Grupp
A BLRT Grupp (Balti Laevaremonditehas, magyarul Balti Hajójavító Üzem) észt hajógyár és hajójavító vállalat, amelynek központja Tallinnban, a Kopli-félszigeten, az Orosz-balti kikötőben található. A cégcsoporthoz 54 leányvállalat tartozik. A BLRT Gruppnak Észtországon kívül Lettországban, Litvániában, Ukrajnában, Oroszországban, Lengyelországban, Finnországban és Norvégiában működnek vállalatai. A BLRT Grupp a legnagyobb észt tőkével rendelkező ipari vállalat.  A cégcsoport vállalatai hajógyártással, hajójavítással, fémszerkezetek, gépek és kikötői berendezések gyártásával, kikötői és szállítmányozási szolgáltatásokkal foglalkoznak. A cégcsoporthoz tartozó norvégiai Fiskerstrand BLRT hajógyár építette a világ első cseppfolyós földgázzal üzemelő kompját, az MF Boknafjord hajót.

## Története
A cég gyökerei az akkor az Orosz Birodalomhoz tartozó Revalban (Tallinnban) 1912-ben megalapított Orosz-Balti Hajógyárig nyúlnak vissza. A Kopli-félszigeten felépített hajógyárat az orosz flotta igényeinek kielégítésére szánták. A hajógyár építését mintegy tízezer ember dolgozott. A gyár első hajója egy módosított Novikj osztályú romboló, a Gavriil volt, amelyet 1915 januárjában bocsátottak vízre. Még további kettő romboló készült el és további három befejezetlen maradt az első világháború végéig.
A háború a két világháború között, a független Észtország idején az Orosz-Balti Hajógyárat felszámolták és a területét több vállalat használta. A szovjet időszakban a hajógyár alapjain hajójavító üzemet hoztak létre, amely 1947-től 890. sz. hajójavító üzem néven működött és fő tevékenysége a Szovjet Haditengerészet hadihajóinak javítása volt. 1960-ban a cég a Postafiók.1083 kódnév alatt tevékenykedett. Ekkortól polgári termékek előállításával is foglalkozott. 1967-ben átnevezték Balti Hajójavító Üzem (észtül: Balti Leavaremonditehas, oroszul: Baltyijszkij Szudoremontnij Zavod, cirill betűkkel: Балтийский Судоремонтный Завод) névre, és ettől az időszaktól kezdve az üzem halászhajók javításával is foglalkozott.
1989-ben a cég dolgozói egy leányvállalatot alapítottak, amely teherszállító és személyszállító hajók javítását is elkezdte. A cég 1989-ben végzett javítást külföldi hajón, ez a finn Trade Wind ömlesztettáruszállító hajó volt. 1995-ben a cég részvénytársasággá alakult Balti Laevaremonditehas AS néven.
A 2001-ben létrejött BLRT Grupp megvásárolta a tallinni hajójavító üzemet (Balti Leavaremonditehas), a klaidpėdiai Nyugati Hajójavító Üzemet (Vakarų laivų remontas). 2007-ben megvásárolták a Turkui Hajójavító Üzemet, majd 2010-ben egy további litvániai gyárat, a szintén Klaipėdában működő Nyugati Balti Hajógyárat (Vakarų Baltijos laivų statykla).
A cég megvásárolta az egykori Noblessner Hajógyár és a kikötőjének a területét is, ahol ingatlanfejlesztésbe kezdtek.

## Cégadatok és tulajdonosi háttér
A BLRT Grupp 40,11%-a a BLT Holding OÜ tulajdonában van, melynek tulajdonosai Valeri Kovalenko (40%), Mihhail Gnidin (40%) és Vladimir Toropov (20%). Kovalenko, Gnidin és Toropov korábban kisebbségi tulajdonos volt a cégben. A részvénytársaság egy időben nem fizetett osztalékot a részvényeseknek, azért ők a jobb érdekérvényesítés érdekében egy cégben egyesítették a részesedésüket. A BLRT Grupp tovább 45,11%-os tulajdonrésze az Erriol OÜ-é, melynek tulajdonosa a Solv International Ltd.
A cégcsoport forgalma 2018-ban 425,8 millió euró, az adózás utáni nyereség 15,1 millió euró volt. A cégcsoportnak mintegy négyezer alkalmazottja van, ebből kb. 1600 fő Észtországban.
2015-ig a legnagyobb tulajdonrésszel rendelkező Berman család játszott kulcsszerepet a cégcsoport irányításában. Az igazgatótanács elnöke Fjodor Berman (aki 1974-től dolgozott a tallinni hajójavítóban mérnökként, majd 1989-ben az igazgatója lett), a felügyelőbizottság elnöke a fia, Mark Berman volt, aki egyúttal a halászati berendezések üzletágat is irányította. A családhoz tartozó Igor Berman a az iparigáz-üzletágat irányította. 2015-ben a Berman család visszavonult a cégvezetésből. Az igazgatótanács elnöke  2015-től Veronka Ivanovskaja.

## Cégstruktúra
A cégcsoporthoz tartozó fontosabb vállalatok és vegyesvállalatok:

### Hajógyártás
- Western Baltija Shipbuilding – A litvániai Klaipėdában működő hajógyár.[7]
- Marketex Marine – Tallinnban működő cég, melynek fő profilja a halgazdasági eszközök gyártása.
- Fiskerstrand BLRT – a norvég Fiskerstrand hajógyár és a BLRT Grupp közös hajógyártó  leányvállalata (mindkét cég 50–50%-os tulajdonrésszel rendelkezik)

### Hajójavítás
- Tallinn Shipyard – Tallinnban, a Kopli-félszigeten, az egykori Balti-Orosz Hajógyár helyén található hajójavító üzem (korábban Balti Hajójavító Üzem, észtül Balti Laevaremonditehas).
- Western Shiprepair – A litvániai Klaipėdában működő hajójavító üzem (korábbi neve Nyugati Balti Hajógyár, litvánul Vakarų Baltijos laivų statykla).
- Turku Repair Yard – A finnországi Turkuban található hajójavító vállalat.

### Fémfeldolgozás és -kereskedelem
- Elme Metall – A Tallinn melletti Marduban található cég, amely hengerelt acélárú feldolgozásával és kereskedelmével foglalkozik.
- BLRT Valukoda – Öntvények gyártásával foglalkozó öntöde, amely Tallinnban, a Kopli-félszigeten található.

### Gépgyártás és fémszerkezetek gyártása, fejlesztés
- BLRT Masinaehitus – A tallinni Kopli-félszigeten működő cég, amely ipari berendezések (fafeldolgozós és papíripari gépek) előállításával foglalkozik.
- Marketex Offhore Constructions – Nagyméretű fémszerkezetek, kikötői olaj- és gázipari berendezések gyártásával foglalkozó vállalat. Székhelye Tallinnban van.
- Western Constructions – A litvániai Klaipėdában működő cég, amely nagyméretű fémszerkezetek és kikötői berendezések előállításával foglalkozik.
- Western Baltic Engineering – Mérnöki szolgáltatásokat (tervezés, fejlesztés) végző cég.
- BLRT Retako – Hajók csővezeték-rendszereinek gyártásával foglalkozó cég Tallinnban.[8]

### Logisztikai és egyéb tevékenység
- Elme Trans – közúti szállítmányozást, valamint ipari berendezések bérbeadását végző cég, tallinni székhellyel,
- Vene Balti Sadam – A Kopli-féliszigeten található Balti-orosz kikötőben kikötői szolgáltatásokat nyújtó cég.
- BLRT Transiit – ömlesztettáru átrakodását végző cég Tallinnban.
- Western Stevedoring – A klaipėdiai kikötőben árurakodási szolgáltatásokat végző cég.
- Elme Messer Gass – a BLRT Grupp és a németországi Messer Gaas közös vállalata, amely ipari, egészségügyi gázellátást végez.
- BLRT Refonda Baltic – fémhulladék feldolgozásával foglalkozó cég Tallinnban, a Kopli-félszigeten.